# Senopterina cyanea
Senopterina cyanea är en tvåvingeart som först beskrevs av Giglio-tos 1893.  Senopterina cyanea ingår i släktet Senopterina och familjen bredmunsflugor. Inga underarter finns listade i Catalogue of Life.